# سفر دورتر از سه دریا
سفر دورتر از سه دریا (هندی: Pardesi) یک فیلم روسی و هندی زبان به کارگردانی خواجه احمد عباس است که در سال ۱۹۵۷ منتشر شد.